# Simplast
Simplast je rastlinski sistem, ki ga tvorijo protoplasti (živi deli rastlinskih celic), medsebojno povezani s plazmodezmami. Prevajanje snovi po simplastu označujemo z besednima zvezama simplastni transport in transport po simplastu. Drug sistem, ki omogoča transport, je apoplast, kjer snovi prehajajo po neživih delih rastline (celičnih stenah in medceličnih prostorih).

## Zgodovina
Simplastni transport je prvi raziskoval Eduard Tangl leta 1879, ki je prav tako odkril plazmodezme, te pa je kasneje, leta 1901, poimenoval poljsko-nemški botanik Eduard Strasburger. Leta 1880 je nemški botanik Johannes Ludwig Emil Robert von Hanstein prvič uporabil izraz simplast. Nasprotujočih se pojmov, apoplast in simplast, se je skupaj prvi poslužil nemški rastlinski fiziolog Ernst Münch leta 1930.

## Delovanje
Preko plazmodezem lahko iz ene rastlinske celice v drugo potujejo različne snovi; denimo manjši ogljikovi hidrati, aminokisline in ioni, občasno pa se s pomočjo aktinskega citoskeleta skoznje prevajajo makromolekule, kot so transkripcijski faktorji. Simplastni transport za potovanje po rastlinskih tkivih uporabljajo tudi manjši patogeni, večinoma virusi, ki si prav tako pomagajo z različnimi citoskeletnimi beljakovinami.
Snovi, ki se prevajajo po citoplazemskem toku simplasta, navadno potujejo v smeri naraščajočega koncentracijskega gradienta, kar pomeni, da difundirajo. Simplast je še posebej izrazit v koreninskih sistemih, kjer je nujno, da se snovi iz prsti absorbirajo v celice. Privzem neposredno iz zemlje opravijo epidermalne celice, ki nato spojine posredujejo celicam skorje, od kjer začnejo potovati proti endodermu. Do tega mesta poteka transport po apoplastu. Dalje snovi ne morejo več potovati zunaj protoplastov, ker imajo endodermalne celice svoje stene odebeljene z raznimi hidrofobnimi snovmi, ki onemogočajo prehajanje vode in v njen raztopljenih snovi. Apoplastni tok endoderm preide tako, da tekočina vstopi v protoplaste in svojo pot nadaljuje po simplastu, vse dokler ne doseže pericikla, kjer se preusmeri v ksilemske celice, ki so namenjene transportu na daljše razdalje. Pomembna lastnost simplasta je selektivna permeabilnost (prepustnost), ki rastlinam omogoča določeno mero nadzora nad snovmi, ki jih prevajajo po svojih sistemih.